# Pinduca
Aurino Quirino Gonçalves (Igarapé-Miri, 4 de junho de 1937), mais conhecido pelo nome artístico Pinduca ou "Rei do Carimbó estilizado", é um cantor e compositor brasileiro, um dos principais representantes do gênero carimbó, típico do Pará.
Sua música se distingue do tradicional "Carimbó Pau e Corda", sendo marcada por influências de outros ritmos da América Central, das Guianas e do Suriname, países fronteiriços ou próximos ao Norte do Brasil. Essas influências são refletidas tanto em suas composições quanto em sua indumentária "caribenha", com Pinduca frequentemente se apresentando com um grande chapéu, similar a um sombreiro, adornado com pequenos adereços tropicais.
Pertencente a uma família de músicos, Pinduca iniciou sua carreira aos quatorze anos de idade cantando carimbó. Ao longo de sua trajetória, ele se destacou por sua capacidade de mesclar as influências internacionais com o carimbó raiz, gênero consolidado por grandes nomes como o Mestre Verequete (conhecido como "Rei do Carimbó") e Mestre Lucindo, o "Rei do Carimbó do Salgado Paraense".
Pinduca também fez parte de uma geração de músicos que, atendendo às demandas da indústria cultural brasileira, transformaram o Carimbó Pau e Corda tradicional em versões mais acessíveis e adaptadas para o mercado radiofônico. Embora seu estilo tenha sido marcado pela fusão de estilos, ele manteve um estreito contato com músicos do carimbó raiz, ajudando a ressignificar e popularizar as composições do gênero em um contexto mais moderno.
Em 2017, seu álbum No Embalo do Pinduca foi indicado ao Grammy Latino de 2017 de Melhor Álbum de Raizes Brasileiras.

## Discografia

### Álbuns de estúdio
- 1973 - Carimbó e sirimbó do Pinduca (Beverly Som e Eletrônica LTDA)
- 1974 - Carimbó e sirimbó no embalo do Pinduca v.2 (Beverly Som e Eletrônica LTDA)
- 1974 - Carimbó e sirimbó no embalo do Pinduca v.3 (Beverly Som e Eletrônica LTDA)
- 1975 - Carimbó e sirimbó no embalo do Pinduca v.4 (Beverly Som e Eletrônica LTDA)
- 1976 - Pinduca no embalo do carimbó e sirimbó v.5 (Som Indústria e Comércio S/A)
- 1977 - Pinduca no embalo do carimbó e sirimbó v.6 (Beverly Som e Eletrônica LTDA)
- 1978 - Pinduca no embalo do carimbó e sirimbó v.7 (Som Indústria e Comércio S/A)
- 1979 - Pinduca no embalo do carimbó e sirimbó v.8 (Som Indústria e Comércio S/A)
- 1980 - Pinduca no embalo do carimbó e sirimbó v.9 (Som Indústria e Comércio S/A)
- 1981 - Pinduca no embalo do carimbó e sirimbó v.10
- 1982 - Pinduca v.11
- 1983 - Pinduca O Rei do Carimbó v.12
- 1984 - Pinduca o Rei do Carimbó v.13
- 1985 - Pinduca o Rei do Carimbó, Eu Faço o Show
- 1986 - Pinduca v.15
- 1987 - Pinduca O Criador da Lambada
- 1988 - Pinduca Apresenta Kizomba
- 1989 - Pinduca Na Onda do Surubá
- 1993 - Pinduca Na Explosão Do Carimbó  (BMG)
- 1997 - Pinduca Na base do Xengo Xengo
- 2003 - Pinduca Sempre
- 2005 - Pinduca: ao Vivo
- 2007 - Pinduca 40 anos de Sucesso
- 2009 - Pinduca Vol.33